# Crichtonite
La crichtonite è un minerale appartenente al gruppo omonimo.

## Etimologia
Scoperto nel 1788 dal conte Jacques Louis de Bournon che la dedicò a Alexander Crichton (1763–1856), un fisico scozzese che era diventato il fisico personale di Alessandro I di Russia.

## Abito cristallino
Si ritrova solitamente in cristalli romboedrali.

## Origine e giacitura
Si rinviene in forma cristallina in vene alpine, associata a quarzo.